# Brian Bloom
Pour les articles homonymes, voir Bloom.
Brian Keith Bloom est un acteur américain né le 30 juin 1970 à Long Island (New York) États-Unis. Il est le frère de l'acteur Scott Bloom (en) et du musicien Mike Bloom.
Il prête sa voix à un très grand nombre de jeux vidéos.

## Filmographie

### Cinéma
- 1984 : Il était une fois en Amérique de Sergio Leone : Patsy jeune
- 1985 : The Stuff de Larry Cohen : frère de Jason
- 1999 : Knocking on Death's Door (en) de Mitch Marcus : Brad Gallagher
- 2000 : American Virgin de Jean-Pierre Marois : Brad
- 2005 : The Zodiac d'Alexander Bulkley   : voix du zodiac
- 2006 : Mise à prix de Joe Carnahan : agent Baker
- 2010 : L'Agence tous risques de Joe Carnahan : Brock Pike
- 2013 : Tarzan de Reinhard Klooss : Miller (voix)
- 2013 : Lego  Batman, le film : Unité des super héros de Jon Burton (en) : Cyborg (voix)

### Télévision
- 1983-1988 : As the World Turns : Dusty Donovan (73 épisodes)
- 1988 : Auto-école en folie (Crash Course) (téléfilm) :  Riko Konner
- 1988 : Le Bal de l'école (Dance 'Til Dawn) (téléfilm) :  Kevin McCrea
- 1990 : Embarquement pour l'enfer (Viaggio nel terrore: l'Achille Lauro) d'Alberto Negrin : Antonio
- 1992 : Paradis perdu (The Keys), téléfilm de Richard Compton (en) : Michael
- 1993 : The Webbers (téléfilm) de Brad Marlowe : Josh
- 1994 : Confessions d'une rebelle (Confessions of a Sorority Girl) ) (téléfilm) : Mort
- 1994 : Melrose Place :  Zack Phillips (3 épisodes)
- 1994 : L'As des aventuriers : Bandit au Far West (en) (Bandit: Bandit Goes Country) (téléfilm) : Bandit
- 1994 : Bandit Bandit (en) (Bandit: Bandit Bandit) (téléfilm) : Bandit
- 1994 : La Belle et le Bandit (en) (Bandit: Beauty and the Bandit) (téléfilm) : Bandit
- 1995 :  Les Anges du bonheur : Clayton Martin (saison 2, épisode 10)
- 1996 : Une nounou d'enfer : John (saison 4, épisode 2)
- 2001 :  Oz : Ronald Barlog (2 épisodes)
- 2002 :  Les experts Miami : Saison 3 épisode 7 La vague criminelle, Scott Riley
- 2004 :  Les experts Manhattan :Saison 2 épisodes 16 : Crime à la source ,Dr Craig Zimmer)
- 2005 :  New York, unité spéciale : Gabriel Thomason (saison 7, épisode 5)
- 2007 : FBI : Portés disparus : Christopher Douglas (saison 6, épisode 1)
- 2007 : Drive : Allan James / Bill / Nathan (5 épisodes)
- 2010-2011 : Batman : L'Alliance des héros (Batman: The Brave and the Bold) : Captain Atom / Creeper / Iron (3 épisodes)

## Jeux vidéo
- 2004 : EverQuest II : Ennemi générique
- 2004 : Jak 3 : Kleiver, Wastelander #2, gardes de la Ligue de la liberté, citoyens masculins
- 2004 : Call of Duty: Finest Hour : Personnages supplémentaires
- 2005 : Battlefield 2 : Soldat grognement, Personnages supplémentaires
- 2005 : FEAR : Police
- 2005 : Jak X : Kleiver
- 2005 : Need for Speed: Most Wanted : 2e officier
- 2006 : Driver: Parallel Lines : Ray
- 2006 : Full Spectrum Warrior: Ten Hammers : Randolf, Personnages supplémentaires
- 2006 : Dreamfall: The Longest Journey : Marcus Crozier, Le Gardien, Kenji
- 2006 : Yakuza : Personnages supplémentaires
- 2006 : Tom Clancy's Splinter Cell: Double Agent : Soldat américain, Tireur d'élite
- 2006 : Call of Duty 3: En marche vers Paris : Sergent Guzzo
- 2007 : 300: March to Glory : Champion Persan, Divers Spartiates, Divers Arcadiens
- 2007 : Command and Conquer 3 : Les Guerres du Tiberium : Militant, chef d'équipe de tireurs d'élite
- 2007 : Driver 76 : Ray
- 2007 : Les Quatre Fantastiques et le Surfer d'argent : Surfer d'argent
- 2007 : Medal of Honor: Airborne : Personnages supplémentaires
- 2007 : World in Conflict : Commandant de forage
- 2007 : Halo 3 : Brutes (non crédité)
- 2007 : TimeShift : Policier #1
- 2007 : FEAR Perseus Mandate : Élite Nightcrawler, Personnages supplémentaires
- 2007 : Kane and Lynch: Dead Men : Adam "Kane" Marcus
- 2007 : Mass Effect : Simon Atwell, Personnages supplémentaires
- 2007 : À la croisée des mondes : La Boussole d'or : Inspecteur de bateaux, Samoyède, Trollesund
- 2008 : Command and Conquer 3 : La Fureur de Kane : Personnages supplémentaires
- 2008 : Metal Gear Solid 4: Guns of the Patriots : Soldats ennemis, soldats MGO
- 2008 : Silent Hill: Homecoming : Alex Shepherd
- 2008 : Fracture : Jet Brody
- 2008 : Dead Space : Baily, Bram Neumann, membre d'équipage, personnages supplémentaires
- 2008 : Tom Clancy's EndWar : Personnages supplémentaires
- 2008 : Call of Duty: World at War - Final Fronts : Joe Miller
- 2008 : Rise of the Argonauts : Jason
- 2009 : 50 Cent: Blood on the Sand : Blackwater
- 2009 : Halo Wars : Personnages supplémentaires
- 2009 : Wanted : Les Armes du destin : Le grognement de Chicago
- 2009 : Red Faction: Guerrilla : Voix supplémentaires
- 2009 : The Chronicles of Riddick: Assault on Dark Athena : Garde
- 2009 : Prototype : Marcus Grave
- 2009 : G.I. Joe : Le Réveil du Cobra : Recondo
- 2009 : FEAR 2: Reborn : Foxtrot 813
- 2009 : Marvel: Ultimate Alliance 2 : Daredevil, Tireur
- 2009 : Dragon Age: Origins : Leske, Dwyn, Garde royale d'Orzammar, Nain de surface, Jarrik Dace
- 2009 : Jak and Daxter: The Lost Frontier : Klout
- 2009 : Call of Duty: Modern Warfare 2 : Personnages supplémentaires
- 2010 : Mass Effect 2 : Keiji Okuda, Hammerhead VI
- 2010 : MAG : Exécutif de la Vaillance
- 2010 : Alpha Protocol : Agent du G22, soldat
- 2010 : StarCraft 2: Wings of Liberty : Matt Horner
- 2010 : Kane and Lynch 2: Dog Days : Adam "Kane" Marcus
- 2010 : Lara Croft and the Guardian of Light : Adam "Kane" Marcus
- 2010 : Mafia II : Eric Reilly, Billy "Bones" Barnes, Agent de recouvrement
- 2010 : Call of Duty: Black Ops : Voix supplémentaires
- 2011 : Dead Space 2 : Personnages supplémentaires
- 2011 : Marvel vs. Capcom 3: Fate of Two Worlds : Captain America
- 2011 : Bulletstorm : Soldat d'Heavy Echo
- 2011 : Dragon Age 2 : Varric Tethras
- 2011 : Tom Clancy's Ghost Recon: Future Soldier : Pepper, Personnages supplémentaires
- 2011 : Red Faction: Armageddon : Voix supplémentaires
- 2011 : FEAR 3 : Les artilleurs d'Armacham (fusil à pompe)
- 2011 : Gears of War 3 : Pilote, Gardien, Drone, Boomer, Personnages supplémentaires
- 2011 : Rage : Phallinx Hagar, Clint, Sid
- 2011 : Uncharted 3 : L'Illusion de Drake : Personnages supplémentaires
- 2011 : Call of Duty: Modern Warfare 3 : Personnages supplémentaires
- 2011 : Ultimate Marvel vs. Capcom 3 : Captain America
- 2011-2019 : Star Wars: The Old Republic : Cavalier mâle
- 2012 : The Darkness II : Jackie Estacado et Darkness
- 2012 : Prototype 2 : Voix supplémentaires
- 2012 : Mass Effect 3 : Commandant d'Overwatch, voix supplémentaires
- 2012 : Infex : Bloom
- 2012 : Lego Batman 2: DC Super Heroes : Cyborg, Aquaman
- 2012 : Spec Ops: The Line : Marines
- 2012 : The Amazing Spider-Man : Voyous, Punk de rue
- 2012 : The Secret World : John Wolf, Envoyé des Illuminati
- 2012 : Kingdom Hearts 3D: Dream Drop Distance : Garde noire B
- 2012 : Transformers : La Chute de Cybertron : Personnages supplémentaires
- 2012 : XCOM: Enemy Unknown : Soldat
- 2012 : Call of Duty: Black Ops II : Strikeforce Soldier, Navy Seal, Portier, Multijoueur
- 2013 : StarCraft 2: Heart of the Swarm : Matt Horner
- 2013 : God of War: Ascension : Spartiate
- 2013 : Gears of War: Judgment : Officier d'Onyx
- 2013 : Fuse : Dalton Brooks
- 2013 : Marvel Heroes : Captain America, Daredevil
- 2013 : Deadpool : Attaquant à distance #4, Bagarreur #2
- 2013 : Saints Row IV : Les voix de Virtual Steelport
- 2013 : The Bureau: XCOM Declassified : Agent XCOM
- 2013 : Batman: Arkham Origins et Batman: Arkham Origins Blackgate : Black Mask
- 2013 : Call of Duty: Ghosts : Keegan P. Russ, Personnages supplémentaires
- 2014 : Lightning Returns: Final Fantasy XIII et Titanfall : Personnages supplémentaires
- 2014 : Wolfenstein: The New Order : William B.J. Blazkowicz
- 2014 : Transformers: Rise of the Dark Spark : Soldat Autobot 01, Soldat fusée Decepticon
- 2014 : Skylanders: Trap Team : Personnages supplémentaires
- 2014 : Sunset Overdrive : Jess
- 2014 : Final Fantasy Explorers : Voix supplémentaires
- 2014 : Call of Duty: Advanced Warfare : Personnages supplémentaires
- 2014 : Dragon Age: Inquisition : Varric Tethras
- 2014 : La Terre du Milieu : L'Ombre du Mordor : Voix des capitaines orques fous
- 2015 : Evolve et Battlefield Hardline : Personnages supplémentaires
- 2015 : Wolfenstein: The Old Blood : William B.J. Blazkowicz
- 2015 : Batman: Arkham Knight : Black Mask
- 2015 : Mad Max, Skylanders: SuperChargers et Lego Dimensions : Personnages supplémentaires
- 2015 : StarCraft 2: Legacy of the Void : Matt Horner
- 2016 : XCOM 2 : Officier central Bradford
- 2016 : StarCraft II: Nova Covert Ops : Matt Horner
- 2016 : Call of Duty: Infinite Warfare: Capt. Nick Reyes
- 2017 : Marvel vs. Capcom: Infinite : Captain America
- 2017 : Wolfenstein II: The New Colossus : William B.J. Blazkowicz
- 2017 : Kingdom Hearts HD 2.8 Final Chapter Prologue : Garde noire B
- 2018 : Marvel's Spider-Man : Maître de corvée, Personnages supplémentaires
- 2018 : Quake Champions : William B.J. Blazkowicz
- 2019 : Marvel Ultimate Alliance 3: The Black Order : Captain America, Daredevil, Punisher
- 2019 : Wolfenstein: Youngblood : William B.J. Blazkowicz
- 2019 : Call of Duty: Modern Warfare : caractères supplémentaires (aussi écrivain)
- 2020 : Yakuza: Like a Dragon : Jo Sawashiro